# 褐紋草蟬
褐紋草蟬（学名：Mogannia basalis）为蟬科草蟬屬下的一个种。